# Sapintus timidus
Sapintus timidus es una especie de coleóptero de la familia Anthicidae.

## Distribución geográfica
Habita en América.